# Volo Pan Am 1-10
Il Volo Pan Am 1-10 era un volo passeggeri della Pan American da Londra all'Aeroporto di Shannon, parte di un volo intorno al mondo da San Francisco, California, a New York City. Il 15 aprile 1948, il Lockheed Constellation in servizio sul volo si schiantò a 725 metri (2.379 piedi) prima della pista 23 a Shannon. Nello schianto morirono dieci membri dell'equipaggio di volo e 20 passeggeri; 1 passeggero è sopravvissuto con lievi ferite.

## L'incidente
Il "Volo Pan Am 1-10", volato con il Lockheed Constellation della Pan American Airways, aereo NC-88858 denominato "Clipper Empress of the Skies", è decollato da un aeroporto di Londra alle 0:35.
All'1:59 riferì all'aeroporto di Shannon che si trovava al segnale di Limerick Junction. Il volo ha ricevuto l'autorizzazione per atterrare sulla pista 23 alle 2:10, ma ha segnalato un mancato avvicinamento dieci minuti dopo. Dopo aver ottenuto una seconda autorizzazione all'atterraggio, colpì un recinto di pietra a 725 metri (2.379 piedi) prima della pista, ma perfettamente allineato con essa.
Lo schianto iniziale ha fatto a pezzi l'aereo. Il telaio e i motori furono strappati mentre la fusoliera si spezzò in tre pezzi. Il fuoco ha distrutto i resti della fusoliera.

## Causa dell'incidente
Il Civil Aeronautics Board degli Stati Uniti investigò sull'incidente e pubblicò i suoi risultati il 24 giugno 1948:
L'equipaggio di volo aveva precedentemente segnalato problemi con la luce fluorescente dello strumento del pilota. Nelle fermate precedenti a Bruxelles e Londra anche questa luce si era guastata, ma la squadra di manutenzione a Londra non poteva ripararla a causa della mancanza di pezzi di ricambio.
L'aeroporto di Shannon aveva precedentemente segnalato un incendio nel suo sistema ILS, causandone il guasto. Quando arrivò la "Clipper Empress of the Skies", il sistema era di nuovo perfettamente funzionante.

## Lista passeggeri

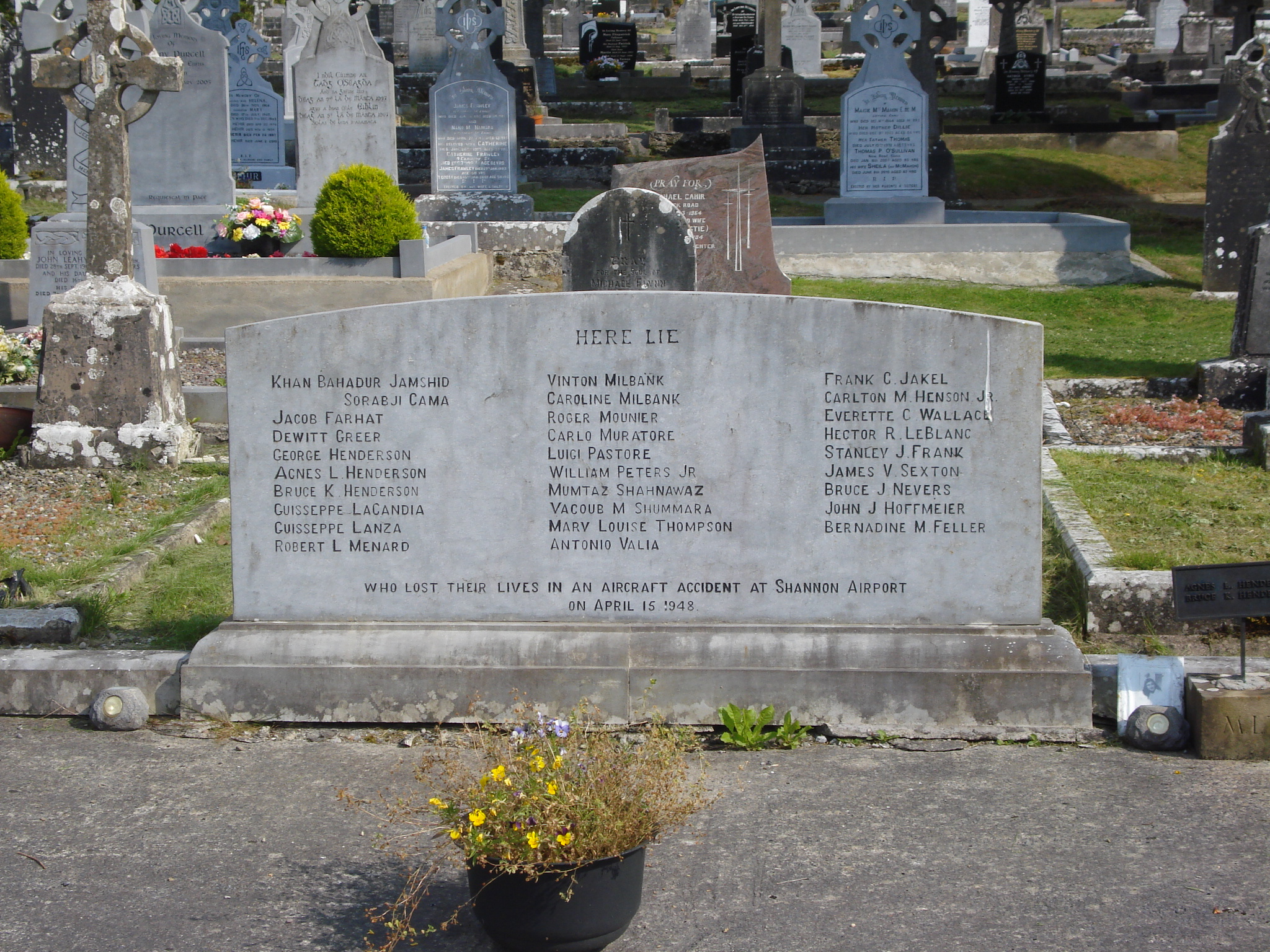
Le vittime del disastro furono sepolte nel cimitero di Drumcliff a Ennis, nella contea di Clare. Furono sepolti in un terreno comune con una lapide commemorativa

L'unico sopravvissuto era un dipendente della Lockheed Aircraft Company. Era l'ex responsabile della manutenzione della Lockheed a Shannon e, quando trovato, fu portato in ospedale riportando estese ustioni e abrasioni. Credeva che le sue ferite fossero avvenute quando è stato gettato attraverso il pavimento del bagagliaio, cosa che secondo lui è avvenuta quando la sezione di coda è caduta dall'aereo. Aveva slacciato la cintura di sicurezza quando si rese conto che l'aereo stava per schiantarsi, ma gli altri passeggeri sembravano abbastanza calmi. In seguito ha detto che "ero un po' stordito ma sono riuscito ad alzarmi e andarmene", anche se stavo peggio di quanto pensasse. La moglie del sopravvissuto stava aspettando il suo arrivo all'aeroporto e ha visto una persona allontanarsi barcollante dai rottami in fiamme. Ha accompagnato gli ufficiali della Pan Am sul luogo dell'incidente per aiutare, non sapendo che la persona che aveva visto era suo marito e l'unico sopravvissuto.
Tra le persone uccise nell'incidente c'erano, un diplomatico e scrittore pakistano; e un industriale indiano.